# کوه کینگ چنگ
کوه کینگ چنگ در سیچوان، چین قرار دارد. و یکی از مهم‌ترین مراکز تائویسم در چین می‌باشد. این کوه دارای ۳۶ قله‌است و به عنوان مکانی فرهنگی شناخته شده‌است، کوه کینگ چنگ در سال ۲۰۰۰ در فهرست میراث جهانی یونسکو ثبت گردید.

## نگارخانه

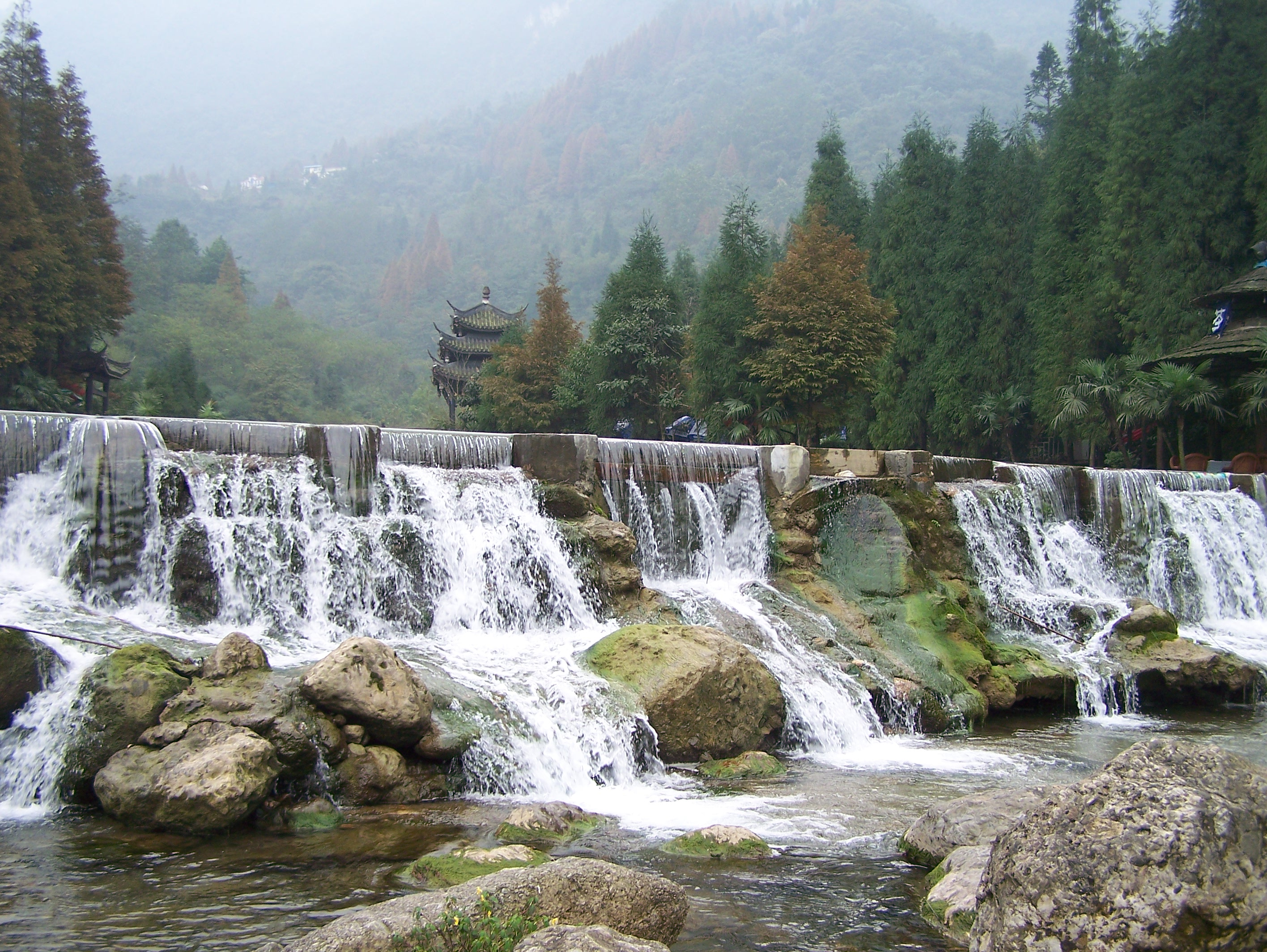
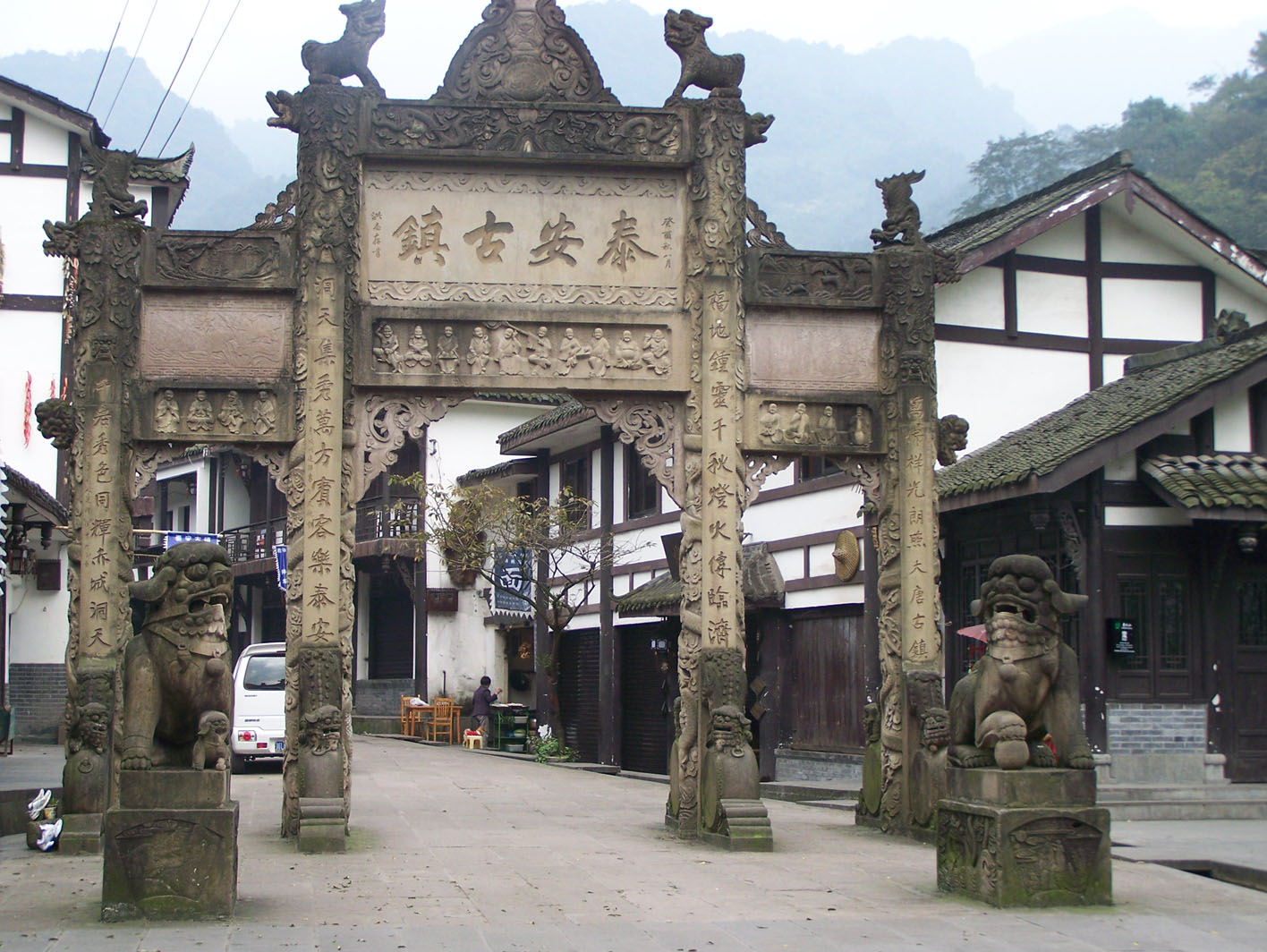
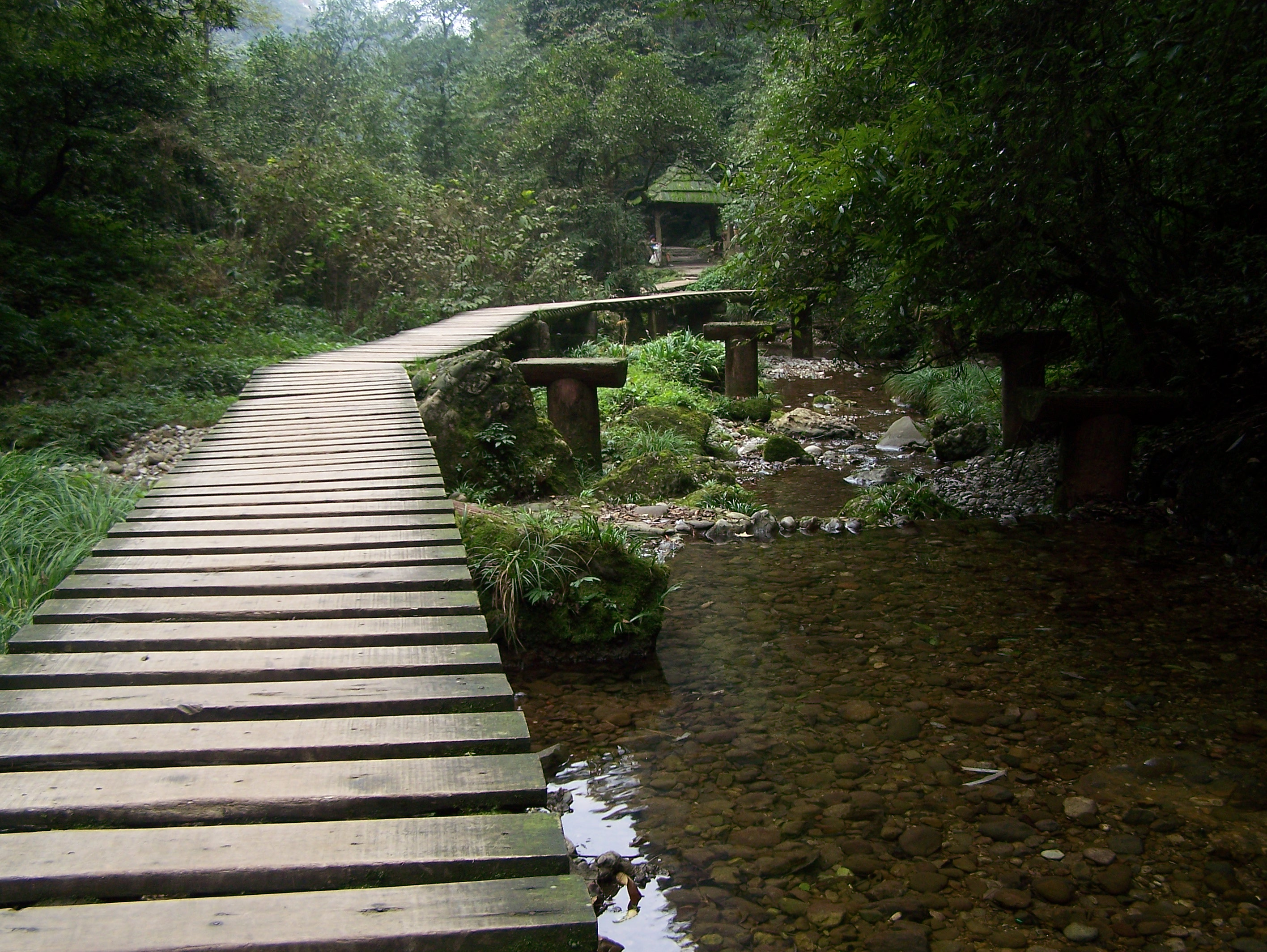
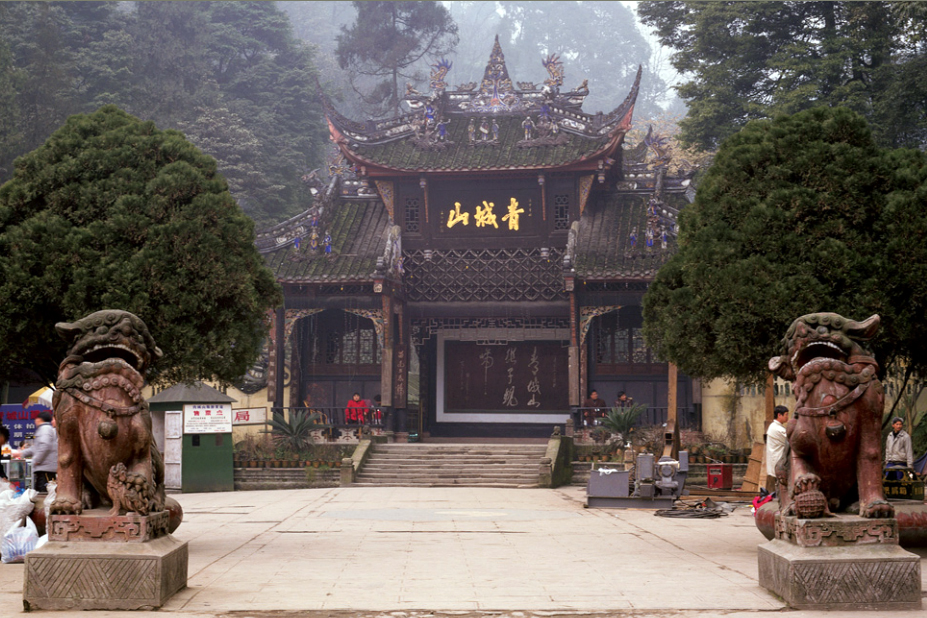